# María Rosa Salgado
María Rosa Salgado (née le 20 avril 1929 et décédée le 11 mars 1995) est une actrice de cinéma espagnole, ayant joué dans une vingtaine de films dont notamment Ça s'est passé en plein jour, film policier hispano-helvético-allemand réalisé par Ladislas Vajda et sorti en 1958.

## Filmographie (partielle)
- 1949 : The Captain from Loyola
- 1949 : La niña de Luzmela (en)
- 1950 : La noche del sábado (en)
- 1950 : El hijo de la noche (en) de Ricardo Gascón (en)
- 1951 : Le Noceur de José Antonio Nieves Conde : Mayte Mendoza
- 1951 : La Dame de Fatima de Rafael Gil : Helena
- 1958 : Ça s'est passé en plein jour
- 1960 : María, matrícula de Bilbao de Ladislas Vajda